# 1757년 폭염
1757년 7월 유럽에서는 매우 심각한 폭염이 발생했다. 이 폭염은 1540년과 2003년 여름 사이의 유럽 대륙에서 가장 더운 여름이었을 수 있다. 1757년 7월은 평균 기온 25 °C (77 °F) (2006 유럽 폭염 당시 24.8°C와 비교)로 파리 역사상 가장 더운 달이었으며, 7월 14일에는 최고 37.5 °C (99.5 °F)에 달했다. 마찬가지로 잉글랜드 중부에서는 1757년 7월이 당시 1659년 이후 기록상 가장 더운 달이었으며, 1783년 7월까지 깨지지 않았다. 이 기간 동안 여전히 기록상 9번째로 따뜻한 달이다.

## 설명

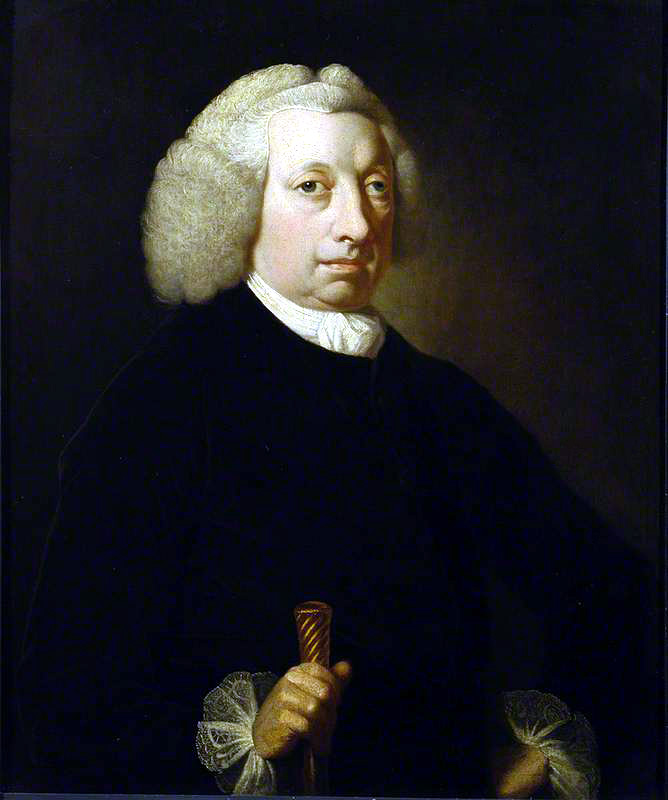
의사 존 헉섬은 더위가 많은 질병을 유발했다고 보고했다.

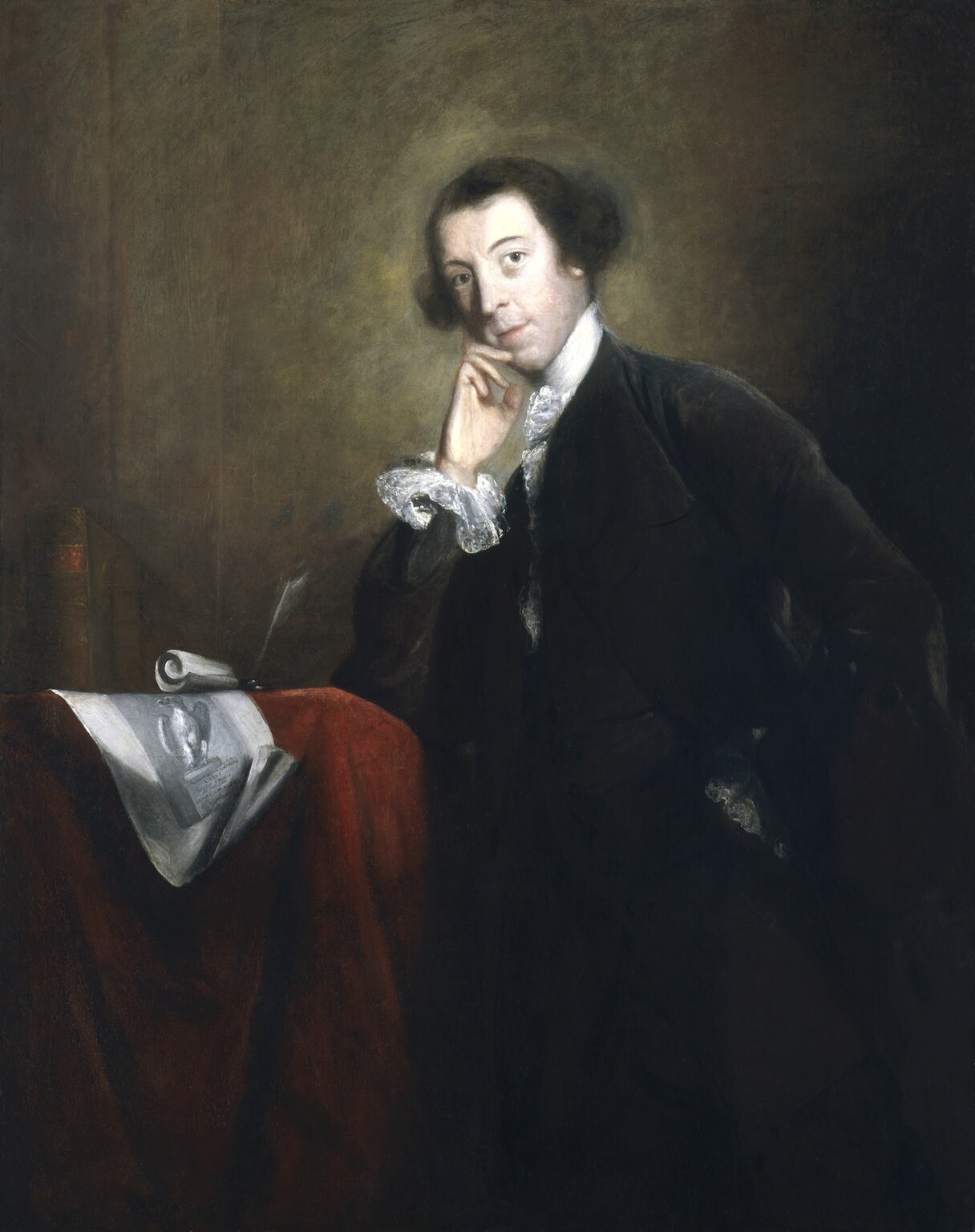
호레이스 월폴은 1757년 7월에 "우리가 오십칠 년의 여름에 대해 이야기할 날이 얼마나 많을까!"라고 썼다.

그 당시 폭염의 영향을 기록한 자료들이 있었다. 의사 존 헉섬은 1757년 7월의 이례적인 더위와 그 영향에 대한 보고서(An Account of the Extraordinary Heat of the Weather in July 1757, and the Effects of It)를 썼는데, 이 보고서는 1758년에 왕립학회의 철학적 거래에 실렸다. 헉섬은 잉글랜드에서의 영향을 보고하며, 코와 여성의 자궁을 포함한 "몸 여러 부분에서의 출혈"을 유발했다고 썼다. 다른 질병들 중에서 헉섬은 "갑작스럽고 격렬한 두통과 현기증, 심한 땀, 심한 쇠약과 정신적 압박이 많은 사람들에게 영향을 미쳤다. 부패성 열병이 매우 많았다"고 설명했다. 헉섬이 묘사한 탈수증상과 일치하는 증상으로는 "소변이 일반적으로 색이 진하고 양이 적었다"는 것이 포함되었다.
호레이스 월폴은 1757년 7월 12일 편지를 써서 "이 웅장한 날씨의 더위, 유리가 3/4 지점까지 올라갔다"고 언급했다. 그는 또한 정원을 걷다가 "그것 때문에 죽을 뻔했다고 생각했다"고 언급하며 "오십칠 년의 여름에 대해 이야기할 날이 얼마나 많을까!"라고 외쳤다. 나흘 후 그는 또 다른 편지에서 "날씨가 너무 더워서 우리가 익숙하지 않아 아무도 어떻게 행동해야 할지 몰랐다. 벤틀리 씨조차도 더 이상 떨지 않았다"고 말했다.
다른 보고서로는 브뤼셀에서 온 편지가 런던 크로니클에 실렸는데, 7월 14일 기온이 "이 나라에서 수년간 느껴보지 못한 더위"에 도달했다고 주장했다. 그리고 더블린에서 온 보고서는 지난 35년간 아일랜드섬에서 가장 더운 여름이었다고 했다.

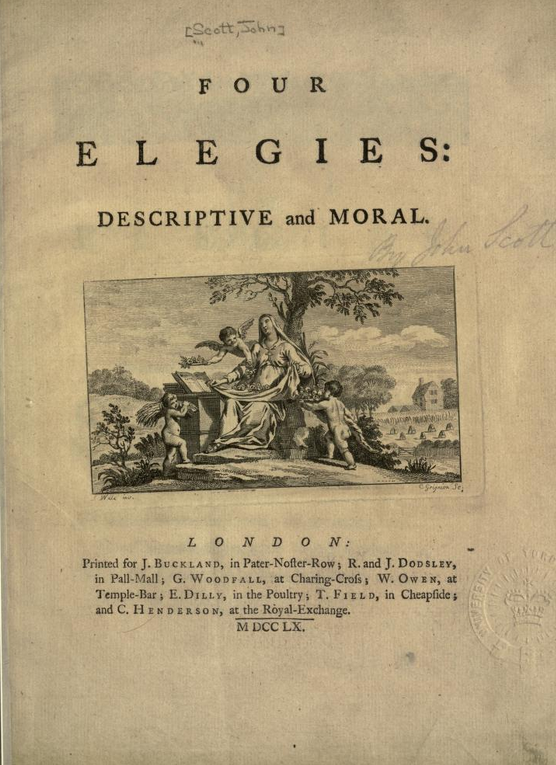
존 스콧 오브 암웰의 1760년 출판된 Four Elegies: Descriptive and Moral 표지. Elegy II는 1757년 폭염을 반영한다.

퀘이커 시인 존 스콧 오브 암웰은 1760년 자신의 Four Elegies: Descriptive and Moral에서 폭염에 대해 썼으며, Elegy II는 "1757년 7월, 더운 날씨에 쓰여졌다"고 했다. 여기에는 "땅의 생기 있는 모습은 사라지고; 샘은 낮아지고, 갈대 무성한 도랑은 말랐네; 온 계곡에 푸른 곳은 찾을 수 없으니; 오직 저 시냇물의 마르지 않는 저장고만이 공급하네"와 같은 연들이 포함되어 있었다.
월폴이 1757년 폭염이 오랫동안 회자될 것이라는 말이 맞았든 아니든, 헉섬의 기록과 같은 가끔씩 재인쇄된 자료를 제외하고는 이후 많은 논의나 글의 주제가 되지 않았다. 2003년 유럽 폭염이 발생했을 때, 언론에서는 이전 기록을 가진 사건으로 언급되었다.

## 1757년 7월 파리 기온
| 일      | 최저         | 최고          | 평균          |
| ------- | ------------ | ------------- | ------------- |
| 9       | 20 (+ 4.5)   | 31.9 (+ 7.5)  | 26 (+ 6)      |
| 10      | 21.3 (+ 5.8) | 33.8 (+ 9.4)  | 27.6 (+ 7.6)  |
| 11      | 24.4 (+ 8.9) | 35 (+ 10.6)   | 29.7 (+ 9.7)  |
| 12      | 22.5 (+ 7)   | 35.6 (+ 11.2) | 29.1 (+ 9.1)  |
| 13      | 23.8 (+ 8.3) | 35 (+ 10.6)   | 29.4 (+ 9.4)  |
| 14      | 25 (+ 9.5)   | 37.5 (+ 13.1) | 31.3 (+ 11.3) |
| 15      | 21.3 (+ 5.8) | 31.9 (+ 7.5)  | 26.6 (+ 6.6)  |
| 16      | 22.5 (+ 7)   | 26.3 (+ 1.9)  | 24.4 (+ 4.4)  |
| 17      | 21.3 (+ 5.8) | 29.4 (+ 5)    | 25.4 (+ 5.4)  |
| 18      | 20.6 (+ 5.1) | 31.3 (+ 6.9)  | 26 (+ 6)      |
| 19      | 18.8 (+ 3.3) | 33.8 (+ 9.4)  | 26.3 (+ 6.3)  |
| 20      | 23.1 (+ 7.6) | 37.5 (+ 13.1) | 30.3 (+ 10.3) |
| 월 평균 | 20.1 (+ 4.6) | 29.9 (+ 5.5)  | 25 (+ 5)      |